# 10808 Діґерройр
10808 Діґерройр (10808 Digerrojr) — астероїд головного поясу, відкритий 17 березня 1993 року.
Тіссеранів параметр щодо Юпітера — 3,211.